# Eracon biternata
Eracon biternata är en fjärilsart som beskrevs av Paul Mabille 1887. Eracon biternata ingår i släktet Eracon och familjen tjockhuvuden. Inga underarter finns listade i Catalogue of Life.